# Барбезино, Луиджи
Луи́джи Барбези́но (итал. Luigi Barbesino, 1 мая 1894, Казале-Монферрато, Италия — 20 апреля 1941) — итальянский футболист и тренер, игравший на позиции полузащитника. В качестве игрока известный по выступлениям за клуб «Казале», а также национальную сборную Италии.

## Клубная карьера
Во взрослом футболе дебютировал в 1911 году выступлениями за команду клуба «Казале», цвета которого и защищал на протяжении всей своей карьеры, которая длилась десять лет. Помог команде одержать единственный в её истории титул чемпионов Италии.

## Выступления за сборную
В 1912 году дебютировал в официальных матчах в составе национальной сборной Италии. В течение карьеры в национальной команде, которая длилась всего 3 года, провёл в форме главной команды страны лишь 5 матчей и забил 1 гол. В составе сборной был участником футбольного турнира на Олимпийских играх 1912 года в Стокгольме.

## Карьера тренера
Начал тренерскую карьеру, вернувшись к футболу после небольшого перерыва, в 1929 году, возглавив тренерский штаб клуба «Леньяно».
Последним местом тренерской работы был клуб «Рома», команду которого Луиджи Барбезино возглавлял в качестве главного тренера в течение 1933—1937 годов.

## Участие во Второй мировой войне
С началом Второй Мировой войны поступил на службу в Королевские ВВС Италии в качестве офицера-наблюдателя. Проходил службу в 194-й эскадрилье 30-го разведывательно-бомбардировочного крыла ВВС Италии, которая базировалась на Сицилии. 20 апреля 1941 года два самолёта эскадрильи, на борту одного из которых был Барбезино, выполняли разведывательный полет в район островов Керкенна у побережья Туниса. Самолёт с бывшим футболистом на борту на базу не вернулся. Все шесть членов его экипажа считаются пропавшими без вести.

## Титулы и достижения
- Чемпион Италии: «Казале»: 1913/1914